# دهستان تازه‌کند (پارس‌آباد)
دهستان تازه‌کند نام دهستانی در بخش تازه کند شهرستان پارس‌آباد، استان اردبیل در ایران است. براساس سرشماری مرکز آمار ایران در سال ۱۳۸۵، جمعیت آن ۸۶۵۶ نفر (۱۷۶۰ خانوار) بوده‌است.